# 黄海中国漁船転覆事件
黄海中国漁船転覆事件（こうかいちゅうごくぎょせんてんぷくじけん）は、2010年12月に大韓民国（韓国）西方沖の黄海（韓国名：西海）で発生した事件である。
中華人民共和国（中国）の漁船が韓国の取締船から逃走するために意図的に衝突した直後に転覆し、犠牲者が出た。

## 事件の概要

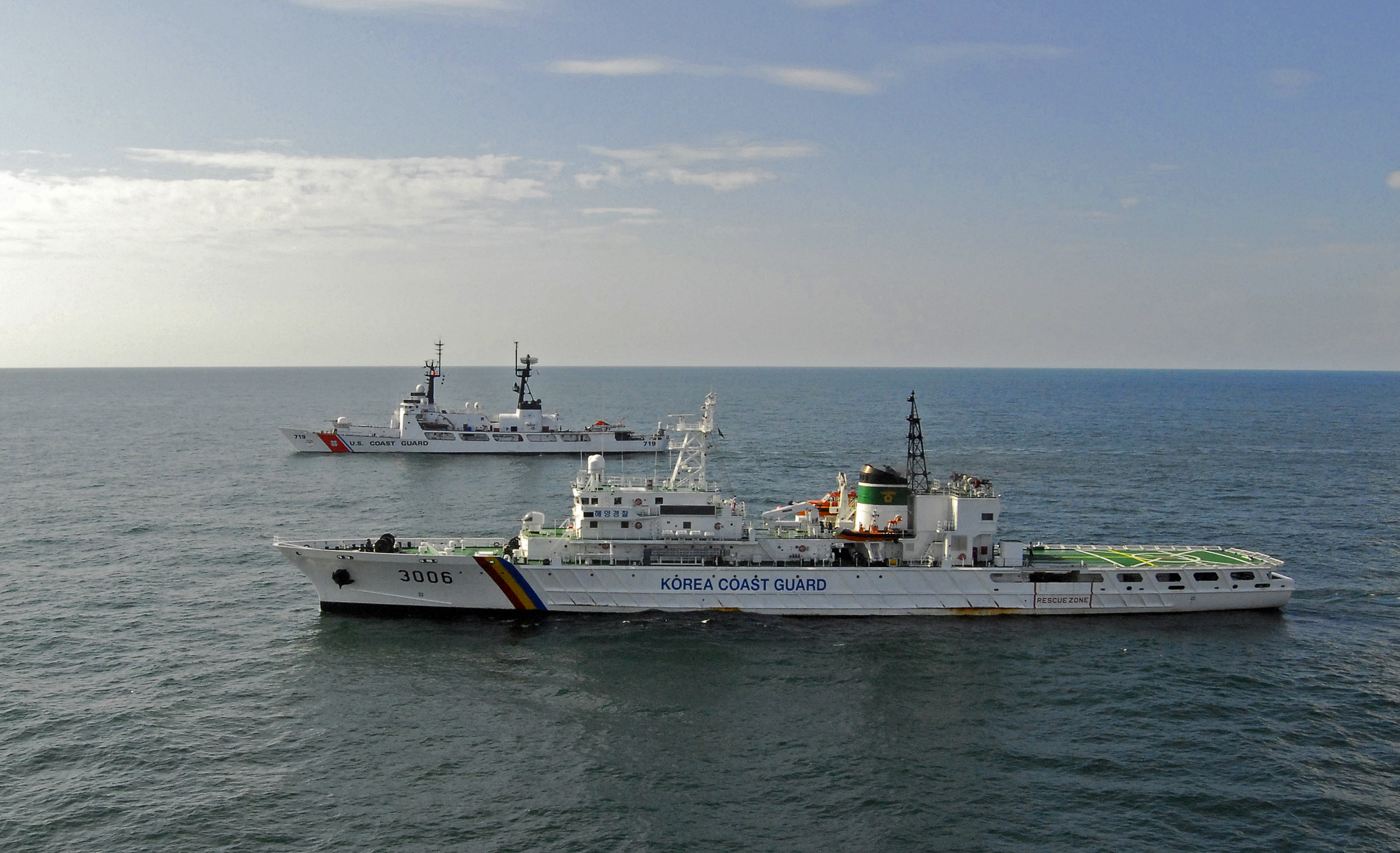
中国漁船に"体当たり"された韓国海洋警察の3000トン級警備艇（同型艦）

韓国西岸の海域は好漁場であり、韓国の排他的経済水域（EEZ）であった。しかし韓国のEEZ内において中国漁船による違法操業が後を絶たなかった。そのため韓国海洋警察は取締りを強化していた。それに対し中国漁船の中には拿捕と、それに伴う罰金を逃れる為に暴力的な行動を行うものもおり、2008年には警察官を殺害したり、2010年11月にも済州島の沖合で中国漁船を取り締まっていた海洋警察官6人が中国人に棒で殴られるなどして負傷し、漁船が逃走に成功する事件があった。
2010年12月18日、韓国中西部沿岸にある於青島の北西約200キロ沖で、中国漁船約50隻が違法操業していた。韓国側によると、この海域の中韓両国のEEZは重なっており完全に画定されていないものの、現場海域は漁業協定などにより、両国政府によって韓国側であると合意済みであったという。この海域を管轄する群山海洋警察署は取締りのために警察官4人が小型ボートを使い、中国漁船（62トン）に乗り移ろうとした。だが、漁船の乗組員は鉄パイプやこん棒、スコップといった凶器で暴行した。4人全員は骨折も含む重軽傷を負った。
さらに、漁船は逃走する為に韓国海洋警察の警備艇（3000トン）に体当たりした。しかし、質量差が歴然としていたためか、二度目の体当たりの後に転覆した。同船の乗員10人のうち4人は韓国警備艦が、5人は近くにいた別の中国漁船がそれぞれ救助したが、韓国側が救助した4人のうち1人は死亡した。残る1人は行方不明になった。

## その後の経緯
韓国政府は、同じ中国漁船が尖閣諸島沖で引き起こした同様な事件があるため、中韓関係全体に悪影響を与えない方向で処理する方針であるという。また、在韓中国大使館に遺憾の意を伝えた。中国政府は韓国に対して賠償を要求している。